# 达布逊湖

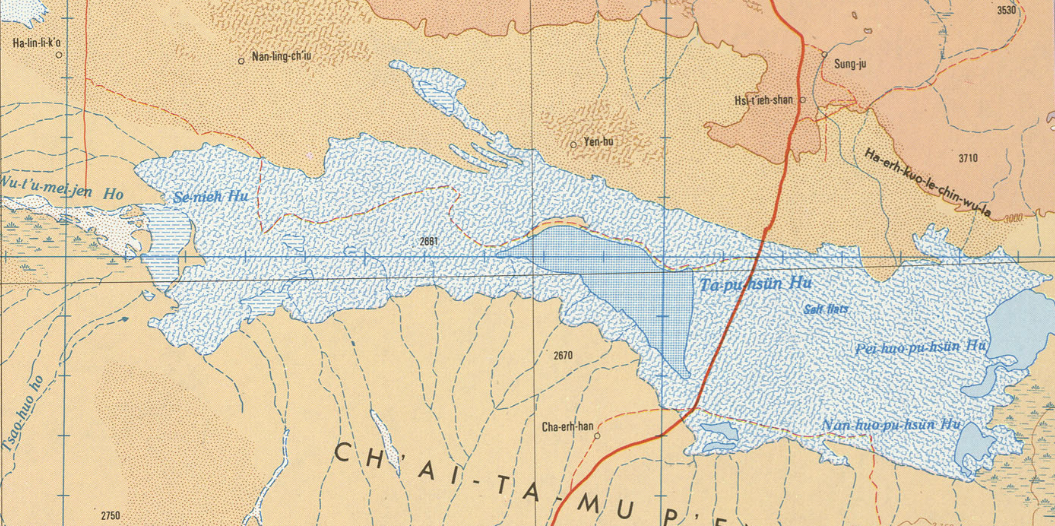
察尔汗盐湖，北霍布逊湖在其东方，南霍布逊湖在其东南方，达布逊湖在公路左方，团结湖在公路南方

达布逊湖（Dabsûn Nûûr，意为“盐湖”）是一个位于中国青海省海西蒙古族藏族自治州格尔木市的盐湖，面积约为309.72平方千米，属于青藏高原。它的一级流域为内流区诸河，二级流域为柴达木内流区。